# Dhimmitude
Het begrip dhimmitude is een neologisme voor de (al dan niet vrijwillige) onderwerping van niet-moslims aan moslims. De term dhimmitude is geïnspireerd op het al langer bestaande begrip dhimmi en is bekend geworden door de Egyptisch-joodse schrijfster Bat Ye'or.
Dhimmitude komt volgens Bat Ye'or voort uit de strijd die sommige moslims voeren. Niet-moslims die zich bedreigd voelen nemen een onderdanige houding aan en onthouden zich van kritiek op de islam om buiten schot te blijven.
Op de term 'dhimmitude' is ook weer kritiek, omdat het de negatieve zijde van de islam zou uitvergroten en een verkeerd licht zou werpen op de positie van groepen joden en christenen die al honderden jaren in islamitische landen leven.

## Oorsprong van de term
De term dhimmitude werd op 14 september 1982, tijdens de Libanonoorlog van 1982, in een toespraak gebruikt door de Maronitische militieleider en toenmalige Libanese president Bashir Gemayel, verwijzend naar de – in zijn ogen – pogingen van het islamitische establishment om de grote christelijke minderheid in het land te onderwerpen. Hij zei in Dayr-Salib:
"We willen niet omgevormd worden tot burgers in de dhimmitude van anderen! Sterker, we weigeren te leven in willekeurig welke dhimmitude!
De Egyptisch-joodse schrijfster en activiste Bat Ye'or heeft in ambivalente uitlatingen de term voor zichzelf geclaimd. 
In 1996 schreef Ye'or in een van haar boeken de term te hebben overgenomen van Gemayel. Op een eigen website die geheel is gewijd aan jihad en vermeende dhimmitude, beweert ze de term in 1983 – dus na Gemayel — als historisch concept te hebben verzonnen om de wettelijke en sociale omstandigheden van joden en christenen onder islamitisch bestuur te beschrijven. Later beweerde ze echter hem zelf te hebben verzonnen en dat 
Gemayel deze van haar had overgenomen.
Het woord komt ook voor in de ondertitel van Ye'or's boek The Decline of Eastern Christianity — From Jihad to Dhimmitude uit 1996 en is tevens een integraal onderdeel van haar complottheorie over Eurabië, waarin ze stelt dat Europa zichzelf heeft onderworpen aan de islam en tot een staat van dhimmitude is vervallen. Ze populariseerde de term verder in haar boeken. Na 11 september 2001 kwam de term in veel bredere kring in gebruik, vooral bij discussies over islamisme.

## Hedendaags gebruik
In Duitsland is dhimmitude, gespeld als 'Dhimmitum', een aanduiding voor het beleid van overheden en bedrijven om benamingen of andere uitingen die mogelijk beledigend zijn voor islamieten te voorkomen of hier tegen op te treden. Het gaat veelal om bewust provocatieve uitingen, zoals bijvoorbeeld een huisdier Mohammed noemen, het woord koran op wc-papier drukken, of het afbeelden van cartoons over Mohammed.